# Duff (bière)
Pour les articles homonymes, voir Duff.

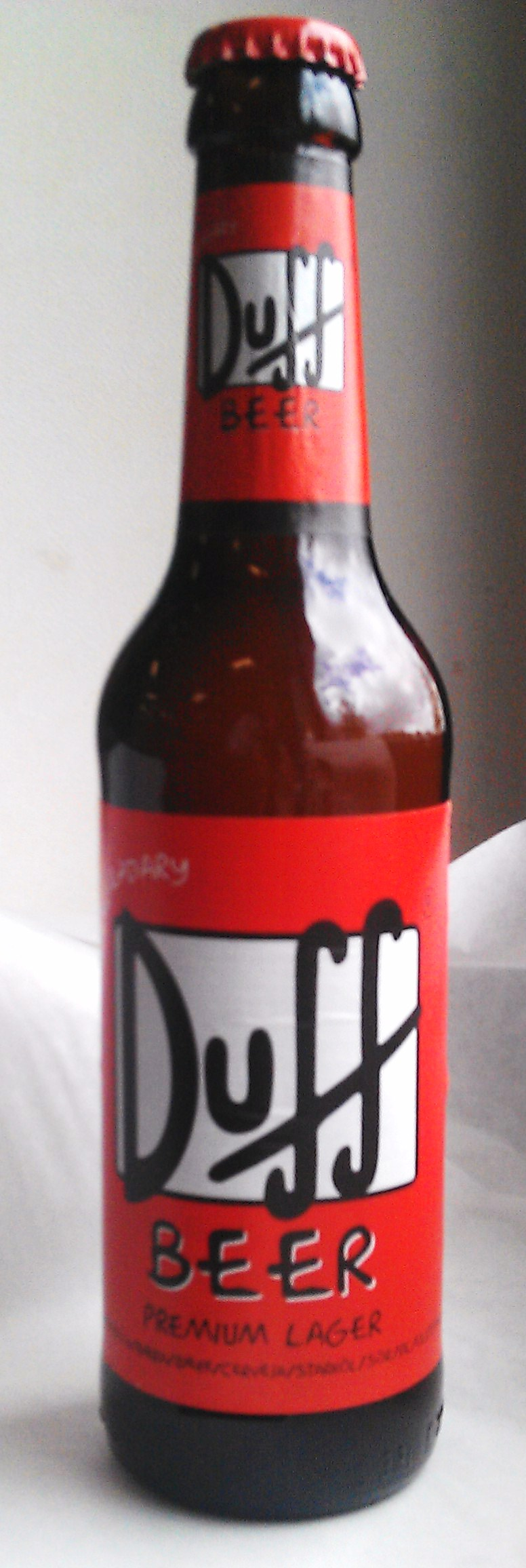
Bière Duff brassée en Allemagne.

La Duff est une marque de bière — initialement fictive — de la série télévisée américaine Les Simpson, devenue réelle depuis 2006 aux États-Unis et en 2009 en Europe, malgré l'opposition de Matt Groening, le créateur de la série. 
Parodie de la bière nord-américaine Budweiser, le mot Duff est un adjectif anglais signifiant « sans valeur ».

## Apparition dans la sérieLes Simpson

### Description
Dans la série Les Simpson, la Brasserie Duff est située à Springfield, sur une île (elle fermera pendant un temps quand la ville imposera la prohibition). 
La Duff est une bière plutôt bon marché dont les canettes sont rouges avec le logo « Duff ». Il s'agit du breuvage préféré d'Homer Simpson, souvent servi à la taverne de Moe, et la raison d'être de son ami alcoolique Barney Gumble. Dans l'épisode no 10 de la saison 8, Homer étant lassé de la Duff, Moe lui propose une bière suédoise : la « Düff » (il ajoute les deux points au stylo). Cependant, Homer reconnaît le goût de la Duff ; Moe lui offre alors « la bière de la tique rouge », si particulière car des chiens y baignent pendant la production. 
La bière Duff a une mascotte : Duffman, une sorte de caricature de super-héros au service de la bière. Duffman apparait dans les fêtes et profite des occasions spéciales pour faire la promotion de sa bière, en général avec la chanson Oh-Yeah du groupe Yello. La bière Duff possède également un parc d'attractions, « DuffLand ».
On peut considérer la Duff comme une parodie de la bière nord-américaine Budweiser. Lors de l'épisode no 19 de la saison 14, Duffman est remplacé par le chien des Simpsons, « Petit Papa Noël » (ou « Petit Renne Au Nez Rouge »). La nouvelle mascotte prend le nom de Spuds McDuff. Durant les années 1980, Budweiser avait également un chien comme mascotte, nommé Spud McKenzie.
Le nom « Duff » provient du surnom du bassiste des Guns N'Roses, Michael « Duff » Andrew McKagan. Connu, entre autres, pour sa consommation excessive de boissons alcoolisées (lors des concerts, le chanteur Axl Rose le présente comme « Duff the King of Beers McKagan »), l'agence de production lui a donc demandé la permission d'utiliser son nom pour une marque de bière d'une série animée et il a accepté.
Dans un épisode se déroulant à Cuba, on aperçoit une affiche de la marque « El Duffo » sur laquelle on peut lire « Duffo o Muerte » (« La Duff(o) ou la mort »). À Shelbyville, ville rivale de Springfield, la marque s'appelle la « Fudd ».
La brasserie Duff édite également le Duff Book of World Records, faisant référence au Livre Guinness des records.
Depuis 2012, la marque Duff, étant devenue réelle, est floutée et censurée dans la série en France, du fait de sa commercialisation et conformément à la loi Évin.

### Les diverses Duff de la série
- Duff
- Duff Lite
- Duff Dry
- Duff Jr.
- Duff Dark
- Lady Duff
- Duff Lager
- Raspberry Duff
- Tartar Control Duff
- Henry K. Duff's Private Reserve
- Duff Blue
- Duff Stout
- Duff Zero (sans alcool, abandonnée)
- Duff Extra Cold
- Duff Microbrew
- New Duff
- Duff Gummi Beers
- Duff Experimental
- Duff Red
- Duff Ice
- Duff Special Reserve
- Duff Draft
- Duff Malt
- Duff Christmas Ale
- Duff Amber Fire-Brewed Barley Export
- Duff's Double-Dunkin' Breakfast Lager
- Duff'sperad
- Duff Champaign
- Fudd (version de Shelbyville)
- El Duffo (version cubaine)
- Duff Lemon
- LeDuff Beer avec codéine (version canadienne, avec pour slogan : « Oh Yeah! / Mais oui ! »[8][réf. non conforme])

## Production réelle de Duff

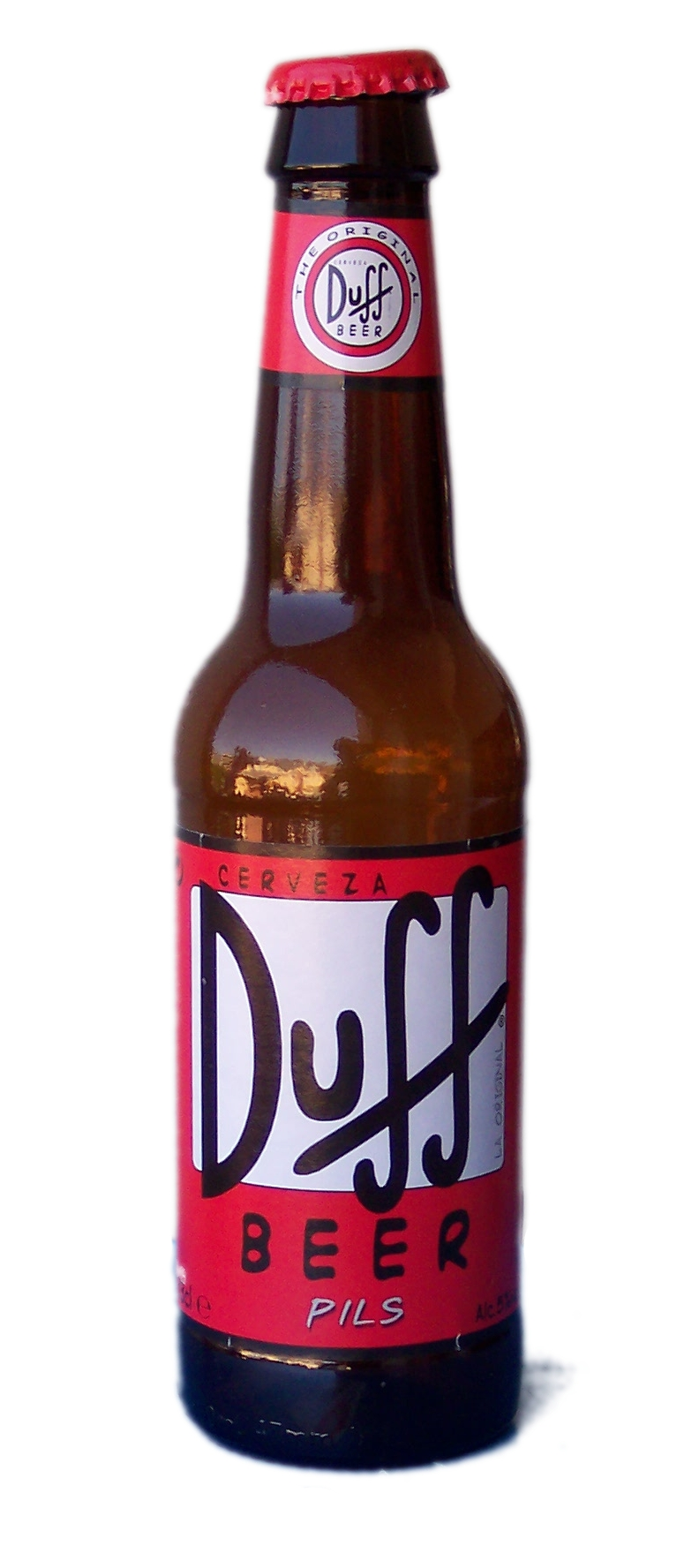
Bouteille de Duff (version belge, anciennement brassée par Haacht).

En 2006, le continent américain voit apparaître la première bière Duff commercialisée. Cette dernière est produite au Mexique.
En 2009, la bière est commercialisée en Europe. Il existe deux versions :
- la Duff, à l'époque brassée en Belgique par la Brasserie Haacht[10], de type pils ;
- la Duff brassée en Allemagne par la société Eschweger Klosterbrauerei de 2009 à 2013[11].

Cette bière est commercialisée malgré l'opposition du créateur de la série Les Simpson, Matt Groening, qui ne voulait pas que celle-ci soit prétexte à encourager les enfants à boire. Celui-ci n'ayant pas déposé la marque « Beer Duff », de nombreuses sociétés se sont approprié la marque, l'ont brassée et l'ont commercialisée.
Cela a eu comme conséquence de gâcher de nombreux gags en rapport avec la Duff dans la version française : en France, la loi Évin interdisant une telle publicité pour de l'alcool, tous les logos sont floutés sur les bouteilles comme sur les affiches ou le costume de Duffman. Certains gags ont été parfois complètement ruinés comme celui de l'épisode de la saison 14, Et la cavalerie arriva : Homer se moque de la crédulité de Van Houten qui suit aveuglément les panneaux qu'il a fabriqués pour le tromper, mais lui-même obéit à la publicité de la Duff qui l'incite à boire sa bière. Or, les panneaux (en gros plan) sont devenus illisibles dans les nouvelles versions, ce qui rend le gag incompréhensible. De même, dans l'épisode Ne lui jetez pas la première bière, tous les logos de la bière Duff sont floutés lors de la scène où Homer fuit de multiples tentations de boire, lors d'un mois d'abstinence.

## Postérité et hommages
- La Duff est aussi présente dans un épisode de la série Bref, diffusée sur Canal+, dans l'épisode « Bref, Je suis comme tout le monde » (près de l'interphone).
- Dans un épisode d’Oggy et les cafards, elle est également présente dans le frigo d'Olivia, parodiée en Bière « Poff ».
- Un dirigeable portant le logo de la Duff apparaît dans le dernier niveau du jeu vidéo Duke Nukem 3D.